# Montgomery (Alabama)
Montgomery – stolica amerykańskiego stanu Alabama, siedziba hrabstwa Montgomery. Z populacją 200,6 tys. mieszkańców jest to trzecie co do wielkości miasto w stanie Alabama (ustępując Huntsville i Birmingham). Zaś z populacją 386,8 tys. mieszkańców w obszarze metropolitalnym jest 142. co do wielkości aglomeracją Stanów Zjednoczonych. 
Montgomery zyskało oficjalnie prawa miejskie w 1819 roku, zaś w 1846 roku zdobyło status stolicy stanu. Wydarzenie to miało wówczas symbolizować zmianę ośrodka władzy, który powędrował w centralno-południowe obszary Alabamy, gdzie rozwijała się uprawa towarowa bawełny, a samo Montgomery charakteryzowane było jako ważny port kupiecki. W lutym 1861 roku miasto zostało wybrane na pierwszą stolicę Skonfederowanych Stanów Ameryki, jednak już w maju rząd przeniósł swoją siedzibę do Richmond w Wirginii. W połowie XX wieku Montgomery odegrało jedną z najważniejszych ról podczas walki Afroamerykanów o równość praw obywatelskich, na czele ze słynnym bojkotem autobusów.
Poza tym, że w Montgomery swoje siedziby ma duża część stanowych agencji rządowych, w mieście działa baza wojskowa Maxwell Air Force Base; uniwersytety publiczne: Uniwersytet Stanu Alabama (Alabama State University), Troy University (lokalny kampus) i Auburn University at Montgomery; prywatne uczelnie: Faulkner University oraz Huntingdon College; zakłady produkcje, m.in.: Hyundai Motor Manufacturing Alabama; oraz atrakcje w postaci Festiwalu Szekspirowskiego i Muzeum Sztuk Pięknych.

## Historia
Przed europejską kolonizacją lewy brzeg rzeki Alabama zamieszkiwany był przez indiańskie plemię Alibamu. Alibamu i Koasati, którzy zajmowali przeciwny brzeg rzeki, reprezentowali kulturę Mississippi i posługiwali się blisko powiązanymi językami muskogejskimi. Współczesne Montgomery zostało wybudowane w miejscu, w którym w przeszłości istniały dwa miasteczka Alabami: Ikanatchati („Czerwona Ziemia”) i Towassa (wybudowane na urwisku Chunnaanaauga Chatty). Pierwsi Europejczycy, tj. ekspedycja Hernando de Soto, dotarli do centralnej Alabamy, a więc na tereny Ikanatchati i Towassa, w 1540 roku.
Kolejna wizyta Europejczyków miała miejsce ponad wiek później, kiedy to w 1697 roku wyprawa brytyjska dotarła do rzeki Alabama. Pierwszym osadnikiem na obszarze współczesnego Montgomery był James McQueen, szkocki przedsiębiorca, który osiadł tam w 1716 roku. Poślubił on wówczas wpływową kobietę z plemienia Alibamu lub Koasati, a ich dzieci uznawano za Krików.
W 1785 roku weteran wojenny Abraham Mordecai, wywodzący się z rodziny sefardyjskiej z Filadelfii, założył punkt handlowy, sprowadzając do Alabamy pierwszą odziarniarkę. Tymczasem, po klęsce Francuzów w wojnie siedmioletniej z Brytyjczykami, plemiona Alibamu i Koasati opuszczały Montgomery, stopniowo przemieszczając się na południe i zachód, do Mississippi, Luizjany i Teksasu, będących pod panowaniem hiszpańskim. Wolne tereny zaczęli natomiast zajmować przedstawiciele Krików, którzy w obawie przed wojnami plemiennymi migrowali na południe.

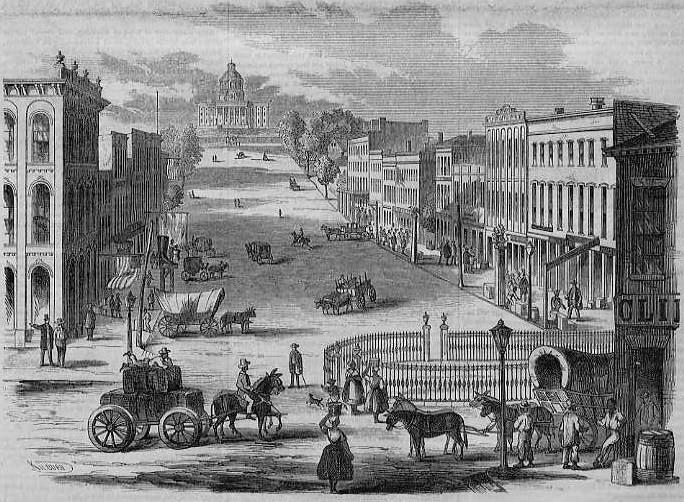
Widok na Capitol w 1857 roku

Krikowie Górni walczyli z postępem amerykańskiego osadnictwa, jednakże ich opór został stłumiony w wyniku wojny. W sierpniu 1814 roku Krikowie ponieśli ostateczną klęskę w konfrontacji z wojskami generała Andrew Jacksona i zostali zmuszeni do oddania Stanom Zjednoczonym 23 milionów akrów terenów, włączając w to większość centralnej i południowej Alabamy. W 1816 roku utworzone zostało oficjalnie hrabstwo Montgomery.
Pierwszej dużej grupie osadników, która przybyła do Montgomery przewodził generał John Scott. Tuż po dotarciu na miejsce założyli oni miasto Alabama, położone około 3 kilometrów od rzeki Alabama. W czerwcu 1818 roku przeniesiono część urzędów hrabstwa z Fort Jackson do nowo powstałego miasta Alabama. Niedługo po tym, Andrew Dexter założył kolejne niezależne miasto, Nową Filadelfię, która obecnie stanowi wschodnią część Montgomery. W odpowiedzi na to, że Nowa Filadelfia prosperowała coraz lepiej, Scott i jego towarzysze zdecydowali się utworzyć przylegające do Alabamy miasto Wschodnia Alabama. Mimo początkowej rywalizacji, miasta założone przez Scotta i Dextera połączyły się 3 grudnia 1819 roku, tworząc zjednoczone Montgomery.

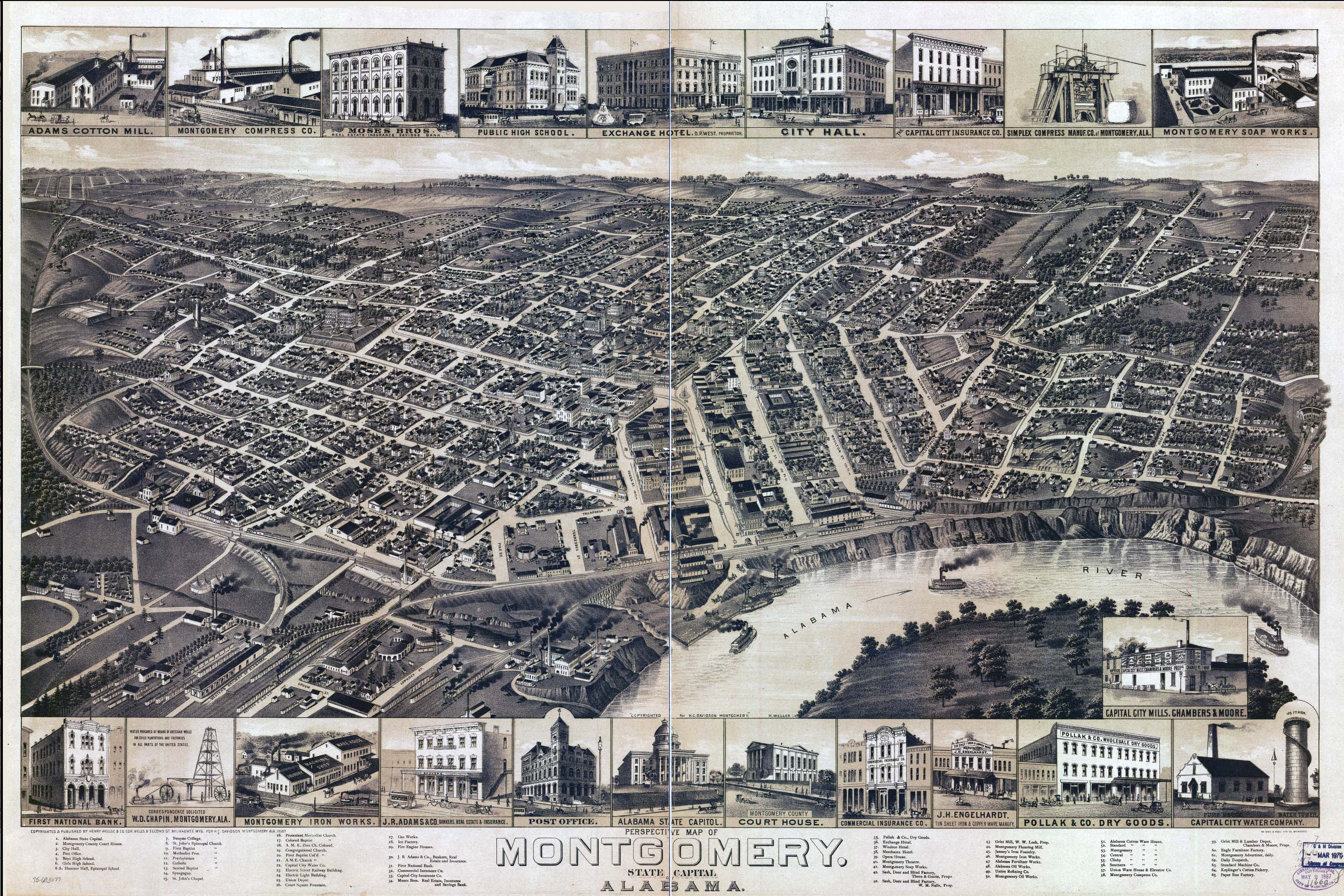
Ilustracja Montgomery z 1887 roku

Napędzane zyskami z handlu bawełną Montgomery przeżywało szybki rozwój, stając się w 1822 roku stolicą hrabstwa. Z kolei 28 stycznia 1846 roku podjęto decyzję o przeniesieniu stolicy stanu Alabama z dotychczasowego Tuscaloosa do Montgomery. Przejmując tę rolę, miasto stało się centralnym ośrodkiem politycznym regionu, wywierając ponadto wpływ na politykę w skali krajowej.
Wraz z dniem 4 lutego 1861 roku, przedstawiciele stanów Alabama, Georgia, Floryda, Luizjana, Mississippi i Karolina Południowa rozpoczęli serię spotkań w Montgomery w celu utworzenia Skonfederowanych Stanów Ameryki. Montgomery zyskało status pierwszej stolicy nowo powstałego państwa, na czele którego stanął Jefferson Davis. 12 kwietnia 1865 roku, w konsekwencji wojny pod Selmą, generał James H. Wilson włączył Montgomery do Unii.

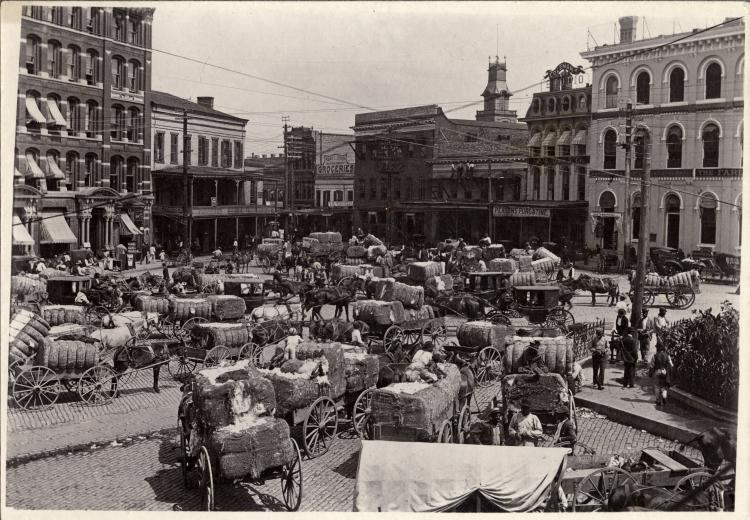
Bawełna na rynku miejskim około roku 1900

W 1886 roku Montgomery stało się pierwszym miastem amerykańskim, które uruchomiło w całym mieście połączenia tramwajowe, wzdłuż systemu zwanego Szlakiem Błyskawic. W rezultacie, Montgomery było jednym z pierwszych miast, które zaczęły przenosić osiedla mieszkaniowe ze ścisłego centrum do bardziej podmiejskich obszarów.
W połowie XX wieku Montgomery stanowiło ważne centrum walki Afroamerykanów o prawa obywatelskie. 1 grudnia 1955 roku Rosa Parks została aresztowana, ponieważ odmówiła ustąpienia swojego miejsca w autobusie białemu człowiekowi, co doprowadziło do słynnego bojkotu autobusów w Montgomery. Martin Luther King, ówczesny pastor w lokalnym Dexter Avenue Baptist Church, i prawnik E.D. Nixon powołali do życia Montgomery Improvement Association, która rozpowszechniała działania na rzecz zrównania praw.

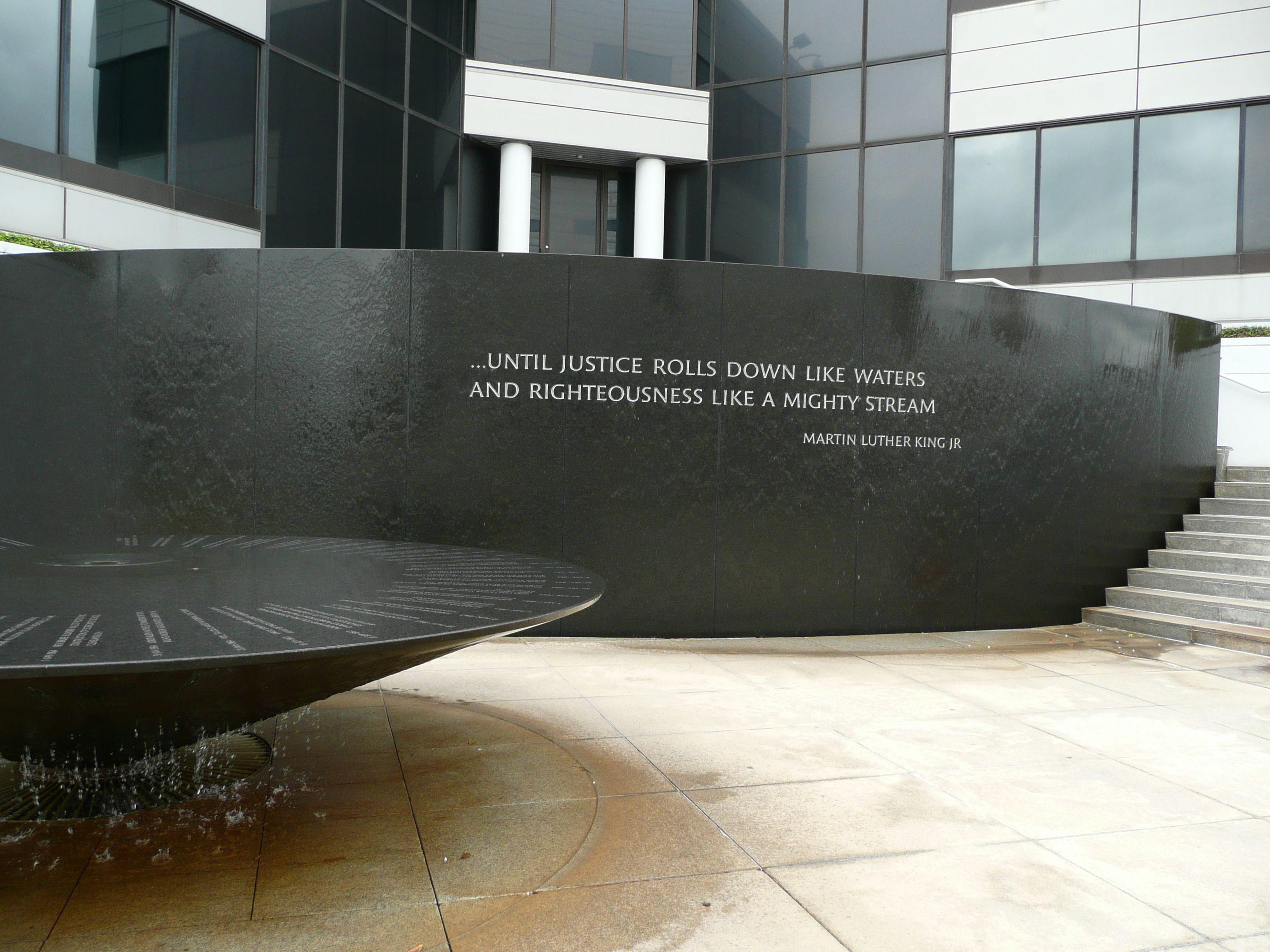
Memoriał upamiętniający walkę o równość praw obywatelskich w Montgomery

W czerwcu 1956 roku sędzia Frank M. Johnson orzekł, że segregacja rasowa w środkach komunikacji miejskiej w Montgomery jest niezgodna z konstytucją. Po tym jak Sąd Najwyższy Stanów Zjednoczonych utrzymał jego stanowisko, miasto rozpoczęło proces desegregacji systemu autobusowego, a bojkot się zakończył. W maju 1965 roku, na stacji autobusowej Greyhound, doszło do starć pomiędzy przeciwnikami tej decyzji a aktywistami na rzecz równości praw. Oburzenie opinii publicznej w kraju doprowadziło do całkowitej desegregacji międzystanowych środków transportu.
Martin Luther King powrócił do Montgomery w 1965 roku, kiedy to lokalni liderzy ruchów antysegregacyjnych protestowali przeciw prawom Jima Crowa, które uniemożliwiały Afroamerykanom głosowanie w wyborach. Po tym, jak w trakcie obywatelskiego wiecu dot. praw człowieka zastrzelony został jeden z uczestników, jego przywódcy postanowili dokonać przemarszu z Selmy do Montgomery, by u gubernatora George’a Wallace’a złożyć petycję, wnioskującą o umożliwienie swobodnej rejestracji wyborców. Brutalne starcia tego okresu doprowadziły do tego, że Kongres Stanów Zjednoczonych przyjął w 1965 roku tzw. Voting Rights Act, który zobowiązywał do egzekwowania praw Afroamerykanów i innych mniejszości do głosowania.
W ostatnich latach Montgomery doświadczyło rozwoju oraz dywersyfikacji miejscowej gospodarki.

## Geografia

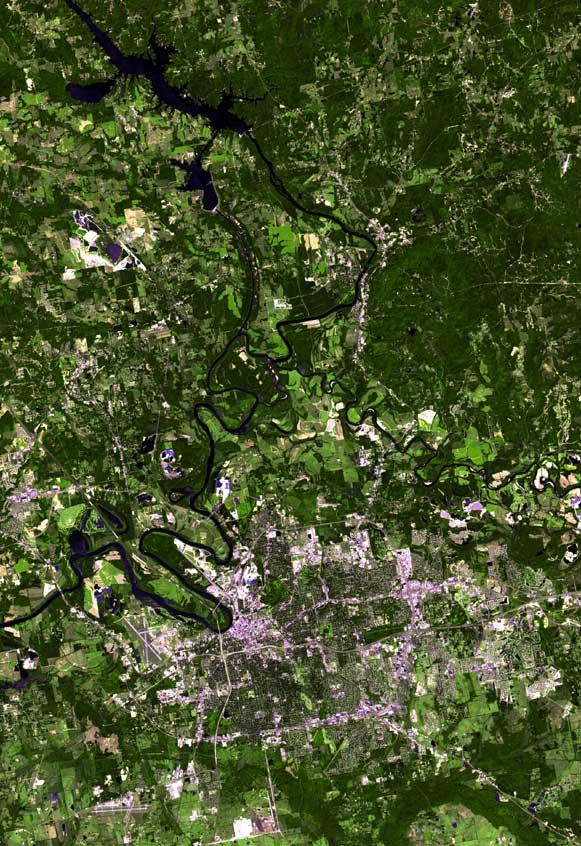
Widok satelitarny na Montgomery

Zgodnie z danymi US Census Bureau, miasto zajmuje łączną powierzchnię 405 km², z czego 402 km² to ląd, zaś 2,1 km² to wody. Montgomery zostało wybudowane na walcowanym terenie, na wysokości 67 metrów ponad poziomem morza.

### Klimat
Montgomery leży w strefie wilgotnego klimatu subtropikalnego (klasyfikacja Köppena – Cfa), z krótkimi, łagodnymi zimami oraz długimi, gorącymi, wilgotnymi okresami letnimi. Średnia temperatura w styczniu, czyli najchłodniejszym miesiącu, wynosi 8,1 °C (46,6 °F), rzadko spadając poniżej –6,7 °C (20 °F). W lipcu, czyli najgorętszym miesiącu, temperatura wynosi średnio 27,7 °C (81,8 °F). Ponadto, w ciągu 81 dni w roku temperatura przekracza 32,2 °C (81,8 °F), zaś w czasie 3 dni w roku wynosi ponad 37,8 °C (100 °F). Wiosną i jesienią notuje się duże różnice pomiędzy temperaturami dziennymi i nocnymi.
Opady deszczu w Montgomery rozkładają się raczej równomiernie pomiędzy wszystkimi miesiącami, aczkolwiek okres od stycznia do marca jest „najbardziej mokry”, zaś październik wyraźnie bardziej suchy od pozostałych miesięcy. Opady śniegu nie występują corocznie, a nawet gdy się pojawią, są lekkie. Ekstremalne temperatury, jakie odnotowano w Montgomery to: –17,8 °C (0 °F) z 21 stycznia 1985 roku oraz 41,7 °C (107 °F) z 7 lipca 1881 roku.
| Miesiąc                              | Sty   | Lut   | Mar   | Kwi   | Maj   | Cze   | Lip   | Sie   | Wrz   | Paź   | Lis   | Gru   | Roczna |
| ------------------------------------ | ----- | ----- | ----- | ----- | ----- | ----- | ----- | ----- | ----- | ----- | ----- | ----- | ------ |
| Rekordy maksymalnej temperatury [°C] | 28    | 29    | 32    | 34    | 37    | 41    | 46    | 41    | 41    | 38    | 31    | 29    | 42     |
| Średnie temperatury w dzień [°C]     | 14.3  | 16.8  | 21.2  | 25    | 29.1  | 32.4  | 33.6  | 33.5  | 30.9  | 25.9  | 20.8  | 15.6  | 24,93  |
| Średnie temperatury w nocy [°C]      | 2.1   | 4.1   | 7.6   | 11    | 16.1  | 20.2  | 22    | 21.8  | 18.6  | 12.1  | 6.7   | 3.2   | 12,1   |
| Rekordy minimalnej temperatury [°C]  | -18   | -14   | -8    | -2    | 4     | 9     | 15    | 13    | 4     | -3    | -11   | -15   | −18    |
| Opady [mm]                           | 117.9 | 134.1 | 150.9 | 101.9 | 89.7  | 103.4 | 133.1 | 97.8  | 100.8 | 74.2  | 117.1 | 123.4 | 1344,4 |
| Średnia liczba dni z opadami         | 10.1  | 8.9   | 8.7   | 7.7   | 7.6   | 9.7   | 11.5  | 9.1   | 6.9   | 6.7   | 7.5   | 9.8   | 104,2  |
| Średnie usłonecznienie [h]           | 151.9 | 166.7 | 220.1 | 252   | 266.6 | 261   | 263.5 | 251.1 | 225   | 229.4 | 171   | 151.9 | 2610,2 |
| Źródło: NOAA                         |       |       |       |       |       |       |       |       |       |       |       |       |        |

## Zabudowa miasta

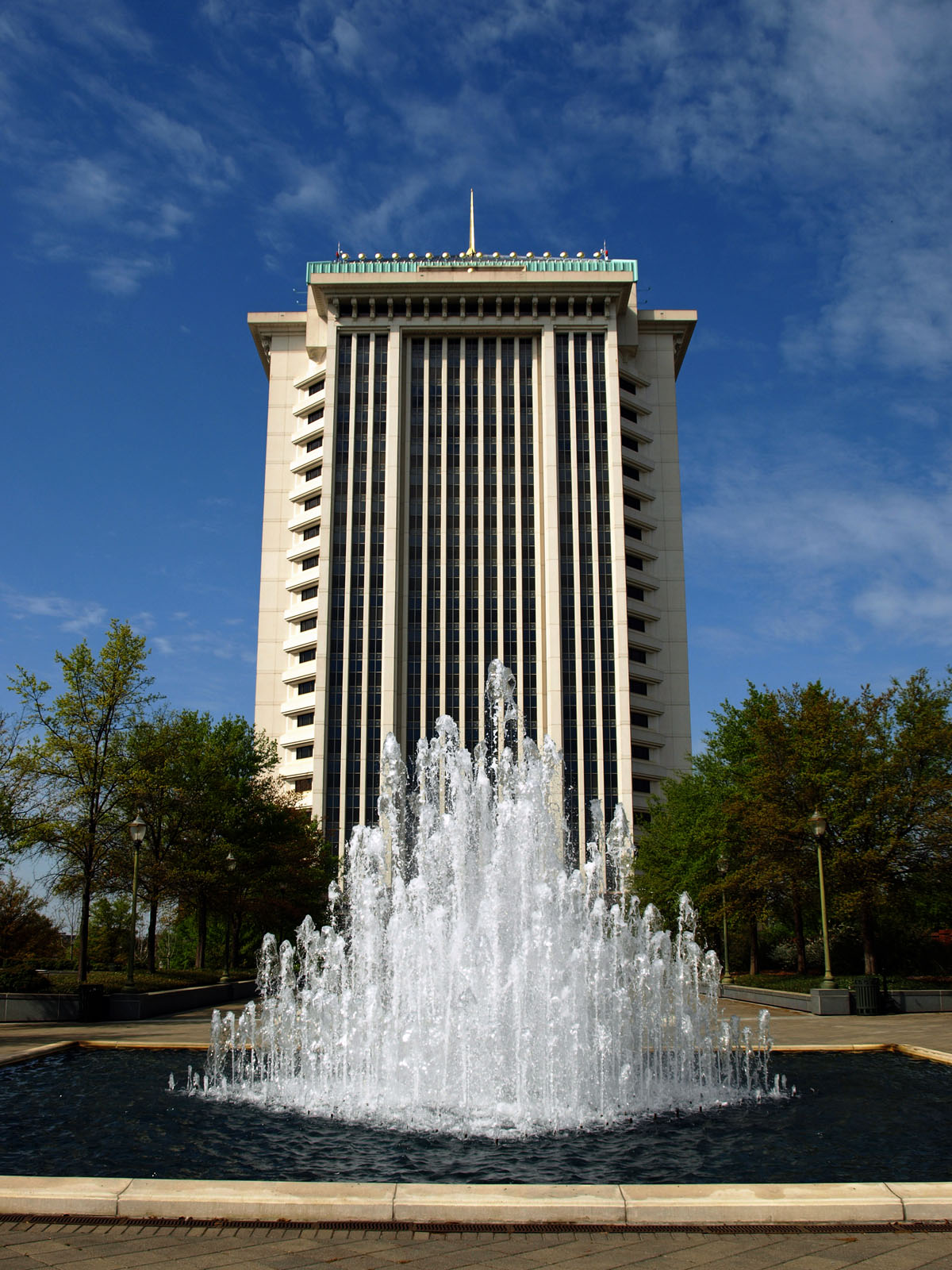
RSA Tower, najwyższy budynek w Montgomery

Centrum Montgomery leży wzdłuż południowego brzegu rzeki Alabama, około 9,7 km w dół od zbiegu rzek Coosa i Tallapoosa. Najważniejszym elementem panoramy miasta jest mierząca 120 metrów RSA Tower, wybudowana w 1996 roku przez Retirement Systems of Alabama. W centrum znajduje się ponadto wiele budynków władz stanowych, włączając w to Alabama State Capitol, który leży na szczycie wzgórza, na jednym z krańców Dexter Avenue, nieopodal Dexter Avenue Baptist Church, gdzie rolę pastora pełnił Martin Luther King Zarówno Capitol, jak i Dexter Baptist Church wyróżnione zostały jako Narodowe Pomniki Historyczne przez Departament Zasobów Wewnętrznych.
W pobliżu Capitol znajduje się ponadto Pierwszy Biały Dom Skonfederowanych Stanów Ameryki. Wybudowany w 1835 roku, utrzymany we włoski stylu dom zamieszkiwany był przez Prezydenta Jeffersona Davisa i jego rodzinę, gdy Montgomery było stolicą Konfederacji. Status Narodowego Pomnika Historycznego dzierży również dworzec kolejowy Union Station. Pomimo że od 1985 roku w Montgomery nie istnieje transport kolejowy, obecnie Union Station stanowi część parku Riverwalk, w skład którego wchodzi również amfiteatr, port dla łodzi rzecznych oraz Riverwalk Stadium.

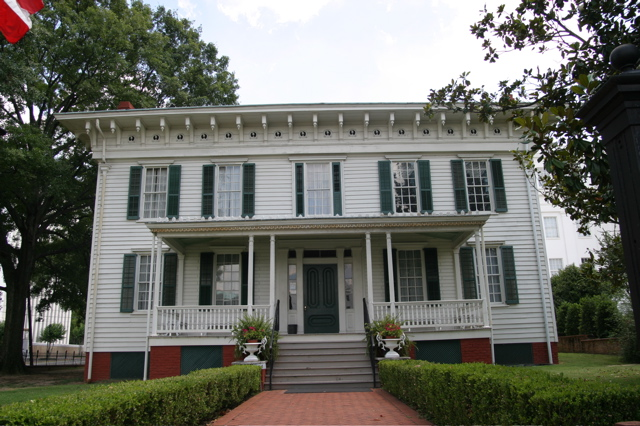
Pierwszy Biały Dom Skonfederowanych Stanów Ameryki, obecnie Narodowy Pomnik Historyczny

Riverwalk jest elementem wielkiego planu rewitalizacji obszaru śródmieścia i połączenia go z nabrzeżem. W skład projektu wchodzi rozwój miejskiego zalesienia, nowe inwestycje, a także renowacje fasad struktur mieszkalnych i użytkowych, aby wspierać wzrost populacji oraz biznesu w Montgomery. Jedną ze zrealizowanych inwestycji jest oddane do użytku w 2007 roku centrum konwencyjne, dysponujące powierzchnią 10 400 m².
W najstarszej części miasta, Old Alabama Town, znajduje się ponad 50 odrestaurowanych budynków z XIX wieku. Z kolei w południowej sekcji Montgomery znajduje się Alabama State University, wybudowany w 1867 roku. Kampus uczelni reprezentuje neokolonialny styl architektoniczny. ASU otaczają dwie historyczne dzielnice miasta: Garden District i Cloverdale Historic District; domy na tych obszarach pochodzą z okresu 1875–1949 i utrzymane są w stylach wiktoriańskim i neogotyckim. W dystrykcie Cloverdale zlokalizowany jest Huntingdon College, działający od 1854 roku. ASU, Garden District, Cloverdale oraz Huntingdon zostały wyróżnione w National Register of Historic Places jako dzielnice o wyjątkowym znaczeniu historycznym.
Wschodnia strona miasta jest najszybciej rozwijającym się obszarem Montgomery. Właśnie tam znajdują się dwa największe centra handlowe: Eastdale Mall i The Shoppes at Eastchase, hipermarkety, a także nowo powstałe osiedla mieszkaniowe. W East Side zlokalizowany jest ponadto Wynton M. Blount Cultural Park, czyli park o powierzchni 250 akrów, w którym odbywa się doroczny Festiwal Szekspirowski, a także działa Muzeum Sztuk Pięknych.

## Demografia
Zgodnie z danymi spisu powszechnego z 2020 roku, populacja miasta wynosi 200 603 mieszkańców, co oznacza spadek o 2,5% od poprzedniego spisu z roku 2010. W Montgomery istnieje 79 331 gospodarstw domowych, a 5,1% osób urodziło się za granicami Stanów Zjednoczonych. Kompozycja rasowa prezentowała się następująco: 60,8% stanowiła ludność rasy czarnej (w tym Afroamerykanie), 31,5% rasy białej (29,9% nie licząc Latynosów), 3,2% miało pochodzenie azjatyckie, 0,18% było Indianami, mniej niż 0,01% przybyszami z wysp Pacyfiku, 1,4% miało inne korzenie, zaś 2,9% populacji reprezentowało co najmniej dwie rasy. 3,8% stanowili Latynosi.
Poza osobami pochodzenia afroamerykańskiego, największe grupy stanowiły osoby pochodzenia „amerykańskiego” (26,5%), angielskiego (4,7%), irlandzkiego (4,1%), niemieckiego (3,1%), meksykańskiego (2,1%) i afrykańskiego subsaharyjskiego (2,0%). Wśród Azjatów najliczniejszą grupę stanowili Koreańczycy (1,4%).
Z uwzględnieniem kryterium wiekowego, osoby poniżej 5 roku życia stanowiły 6,9% populacji miasta, poniżej 18 roku życia 23,8%, zaś osoby powyżej 65 lat stanowiły 14,6% mieszkańców. Średnia wieku oscylowała wokół 36 lat. Na każde 100 kobiet przypadało 88,4 mężczyzn, a w przedziale wiekowym powyżej 18 lat na każde 100 kobiet przypadało 83,9 mężczyzn. Średni dochód gospodarstwa domowego wynosił 49 608 dolarów. Dochód per capita równał się 28 720 dolarów. 20,1% całej populacji miasta żyło poniżej relatywnej granicy ubóstwa.

## Gospodarka
Jako że Montgomery ulokowane jest w centrum obejmującego Alabamę regionu Black Belt (czyli ziemi na południu kraju, które słyną z tradycji rolnych), miasto słynie z upraw bawełny, orzeszków ziemnych oraz soi. W 1840 roku hrabstwo Montgomery dominowało w stanowej produkcji bawełny, zaś w 1911 roku wielkość rocznej produkcji bawełny w mieście wynosiła od 160 do 200 tysięcy beli. Ważną rolę w gospodarce regionu odgrywa również wytwarzanie tarcicy oraz metali. Ze względu na położenie wzdłuż rzeki Alabama oraz rozbudowaną sieć połączeń kolejowych, Montgomery pozostaje regionalnym centrum dystrybucji dla wielu branż.

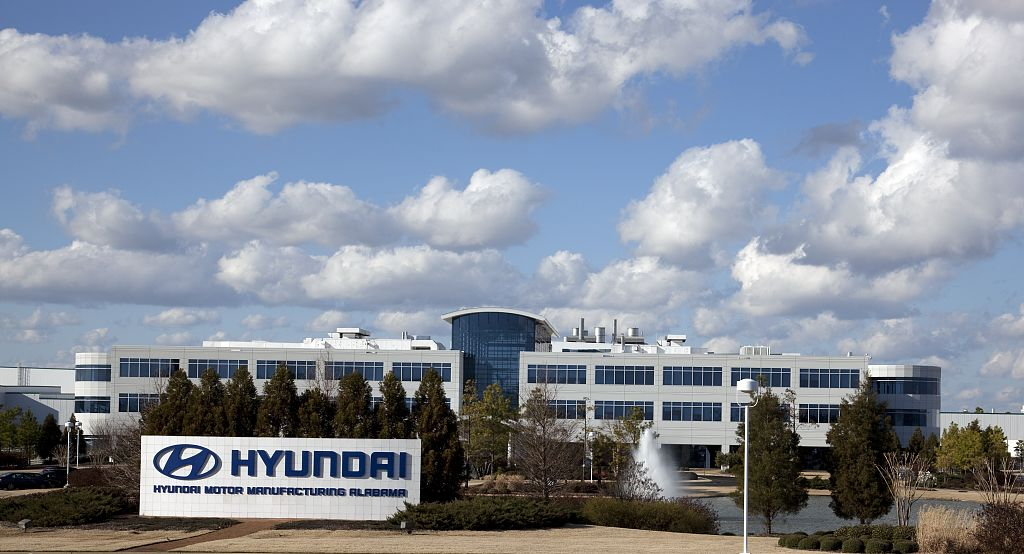
Hyundai Motor Manufacturing Alabama, jeden z największych pracodawców w mieście

W 2006 roku wartość produktu miejskiego brutto (PMB) obszaru metropolitalnego Montgomery wynosiła 12,15 miliarda dolarów (8,7% produktu stanowego brutto wytwarzanego przez Alabamę).
Zgodnie z badaniami Bureau of Labor Statistics z października 2008 roku, największymi sektorami zatrudnienia w mieście, poza rolnictwem, były: urzędy i instytucje państwowe (24,3%); handel i transport (17,3%); biznes (11,9%); produkcja (10,9%); edukacja i służba zdrowia 10%; wypoczynek i hotelarstwo (9,2%); finanse (6%); zasoby naturalne, górnicze i budowlane (5,1%); pozostałe (5,4%). Stopa bezrobocia wynosiła wówczas 5,7%. W Montgomery na co dzień pracują osoby nie mieszkające w granicach administracyjnych miastach; dzienna populacja miasta zwiększa się w wyniku tego o 17,4%, do około 239 tysięcy.
W styczniu 2011 roku największymi pracodawcami w mieście byli: Maxwell-Gunter Air Force Base (12 280 miejsc pracy), stan Alabama (9 500 miejsc pracy), szkoły z systemu Montgomery Public Schools (4 524 miejsc pracy), Baptist Health (4 300 miejsc pracy), Hyundai Motor Manufacturing Alabama (2 700 miejsc pracy), Alfa Insurance (2 568 miejsc pracy), miasto Montgomery (2 500 miejsc pracy), Jackson Hospital & Clinic (1 300 miejsc pracy), Rheem (1 147 miejsc pracy) oraz Regions (977 miejsc pracy).

## Kultura

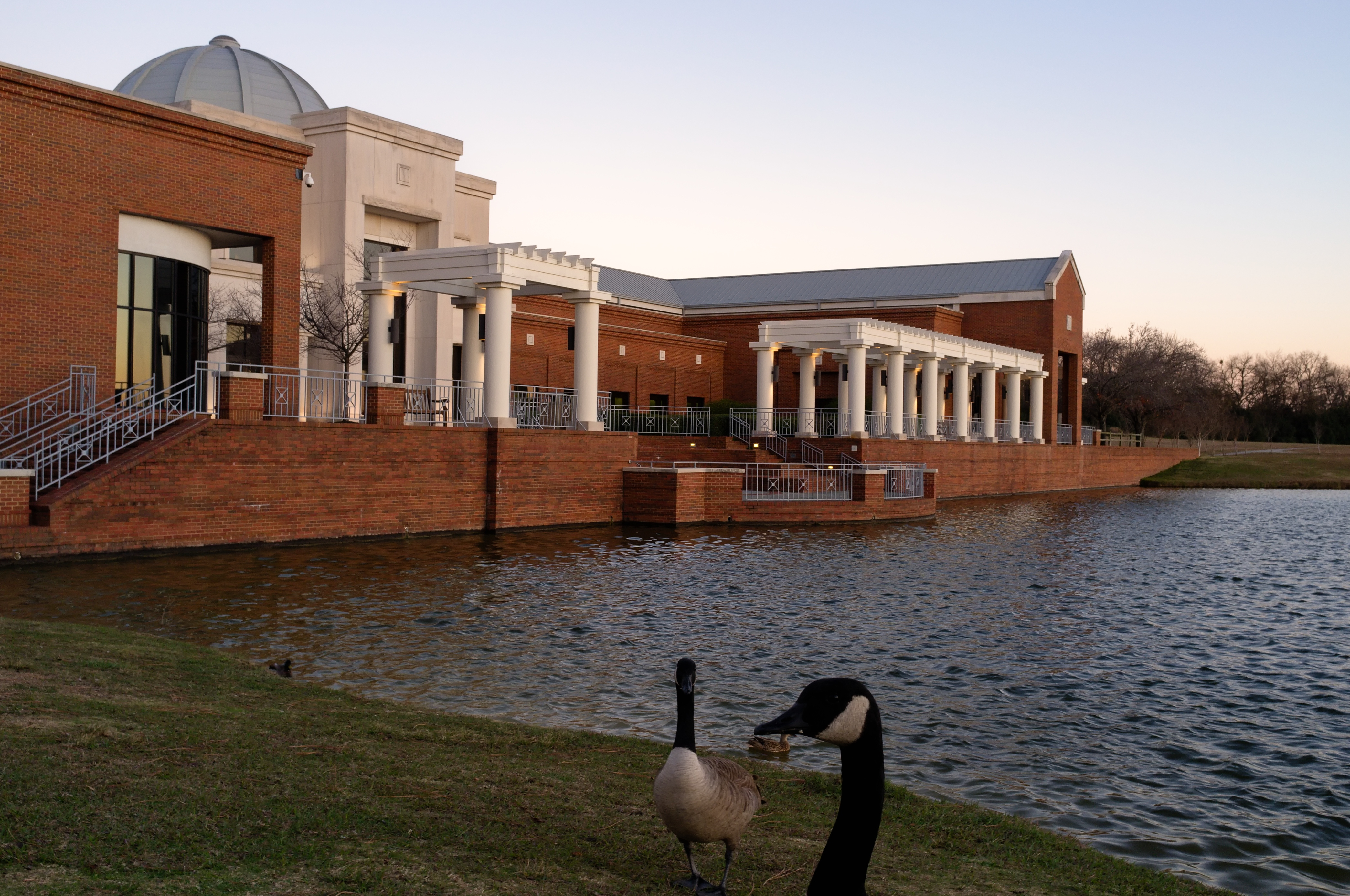
Muzeum Sztuk Pięknych w Montgomery

W Montgomery znajduje się Muzeum Sztuk Pięknych, prezentujące kolekcję amerykańskich dzieł i rzeźb, głównie kultury południowej, wyroby ze szkła i porcelany, a także prace europejskich twórców. Towarzystwo Sztuki i Rzemiosła Artystycznego prowadzi natomiast własną galerię, która składa się z wytworów lokalnych artystów. W mieście działa ponadto Hank Williams Museum, które szczyci się jedną z największych kolekcji pamiątek po Hanku Williamsie na świecie. Montgomery Zoo, jedno z jedynie dwóch zoo w Alabamie akredytowanych przez Amerykańskie Stowarzyszenie Ogrodów Zoologicznych i Akwariów, dysponuje ponad 500 okazami zwierząt, przebywających na terenie 40 akrów.

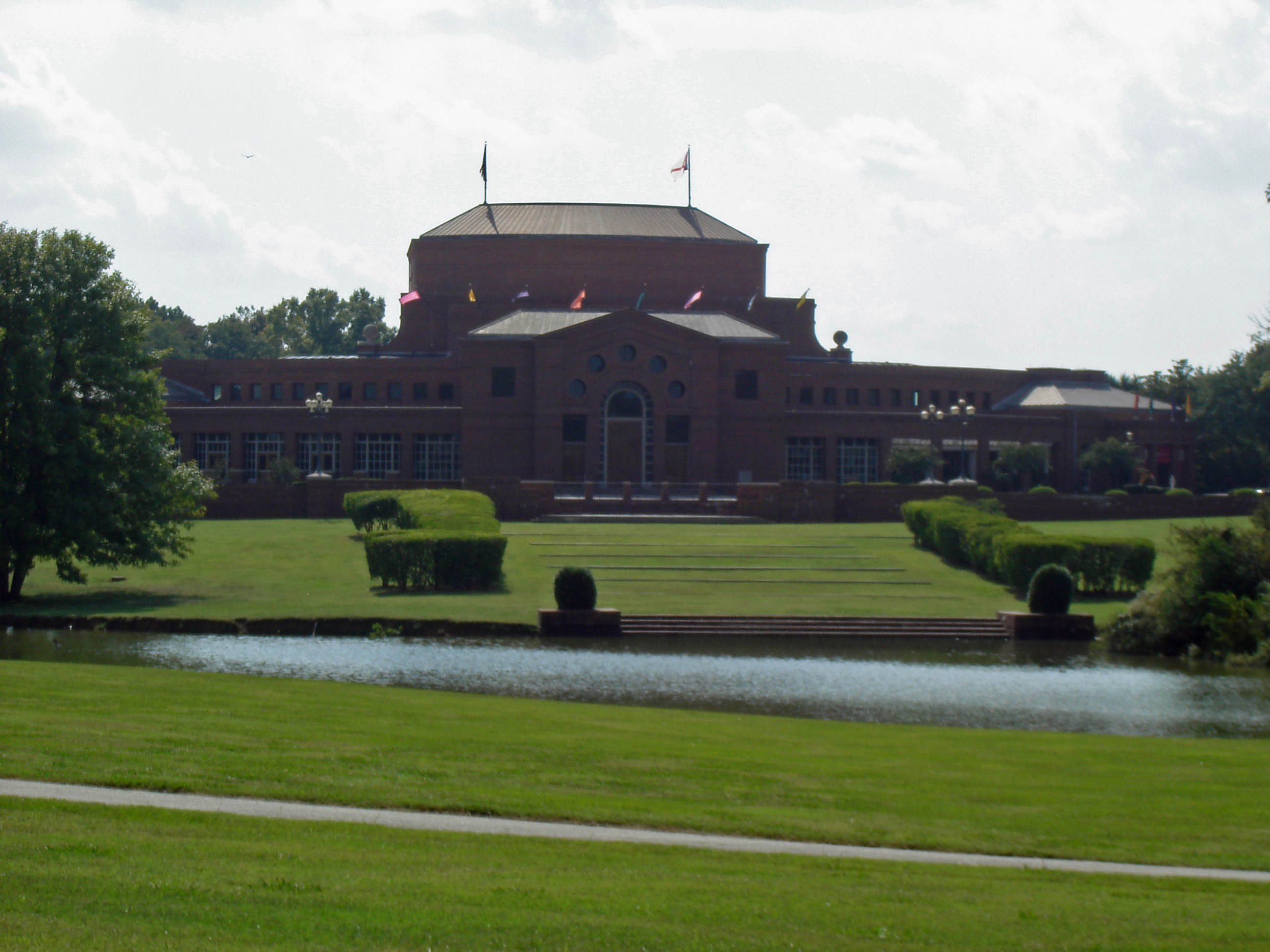
Carolyn Blount Theatre

W parku miejskim Blount Park znajduje się teatr Carolyn Blount Theatre, w którym odbywa się doroczny Festiwal Szekspirowski, na którym wystawiane są sztuki nie tylko Williama Szekspira, ale również spektakle o lokalnym znaczeniu. Do kammpusu uczelni Troy University należy dysponujący 1200 miejscami Davis Theatre for the Performing Arts, otwarty w 1930 roku i poddany renowacji w roku 1983. Swoją siedzibę w Davis Theatre ma m.in.: Montgomery Symphony Orchestra, Alabama Dance Theatre i Montgomery Ballet. W 1941 roku wybudowano Capri Theatre, w którym współcześnie odbywają się przede wszystkim pokazy niezależnego kina. W Montgomery organizowany jest ponadto coroczny festiwal muzyczny Jubilee CityFest.
Kilku światowej sławy artystów wywodziło się lub rozpoczynało swoją karierę w Montgomery. Swoje pierwsze kroki w muzyce stawiali w Montgomery m.in.: wokalista jazzowy i muzyk Nat King Cole, piosenkarz country Hank Williams, artyści bluesowi Big Mama Thornton i Melvin Franklin z The Temptations oraz gitarzysta Tommy Shaw z grupy Styx. W Montgomery urodziła się Zelda Sayre, która w 1920 roku poślubiła pisarza F. Scotta Fitzgeralda; dom, w którym mieszkali, służy obecnie jako F. Scott and Zelda Fitzgerald Museum. Poeta Sidney Lanier mieszkał w Montgomery tuż po zakończeniu wojny secesyjnej, pisząc tu Tiger Lilies.

## Religia

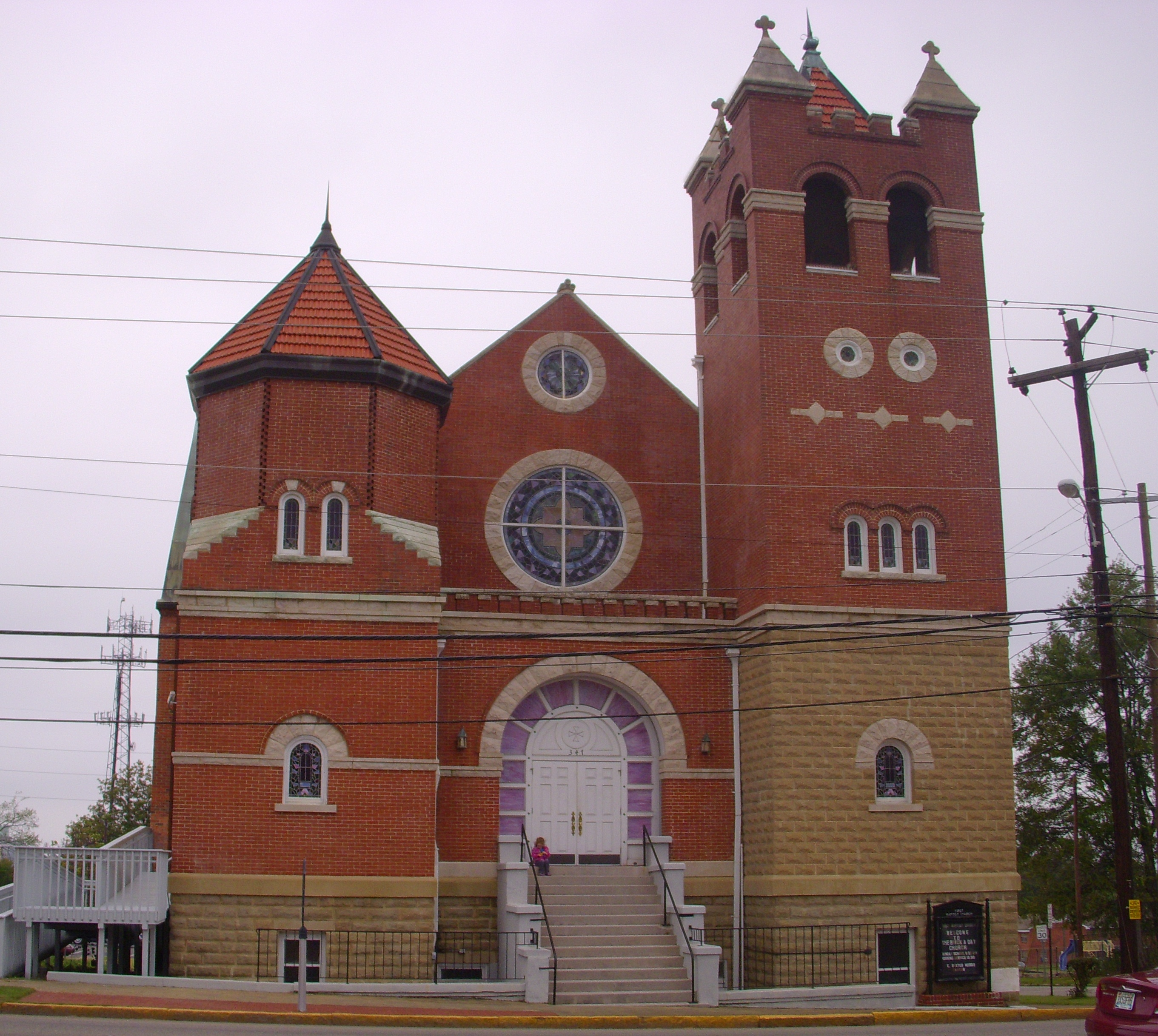
Pierwszy Kościół Baptystyczny w Ripley Street.

Według spisu na 2010 rok największymi grupami religijnymi w aglomeracji były:
- Południowa Konwencja Baptystów: 81.816 członków w 145 zborach
- Zjednoczony Kościół Metodystyczny: 30.971 członków w 70 zborach
- Narodowa Konwencja Baptystyczna USA: 23.948 członków w 49 zborach
- Kościoły zielonoświątkowe (gł. COGIC i IPHC): ponad 20 tys. członków w 53 zborach
- lokalne bezdenominacyjne zbory ewangelikalne: 14.926 członków w 70 zborach
- Kościoły Chrystusowe: 13.319 członków w 81 zborach
- Kościół katolicki: 11.923 członków w 12 kościołach
- Afrykański Metodystyczno-Episkopalny Kościół Syjonu: 6679 członków w 39 zborach
- Narodowa Konwencja Baptystyczna Ameryki: 5806 członków w 2 kościołach
- Amerykański Kościół Baptystyczny w USA: 5065 członków w 2 kościołach
- Świadkowie Jehowy: 10 zborów

## Sport

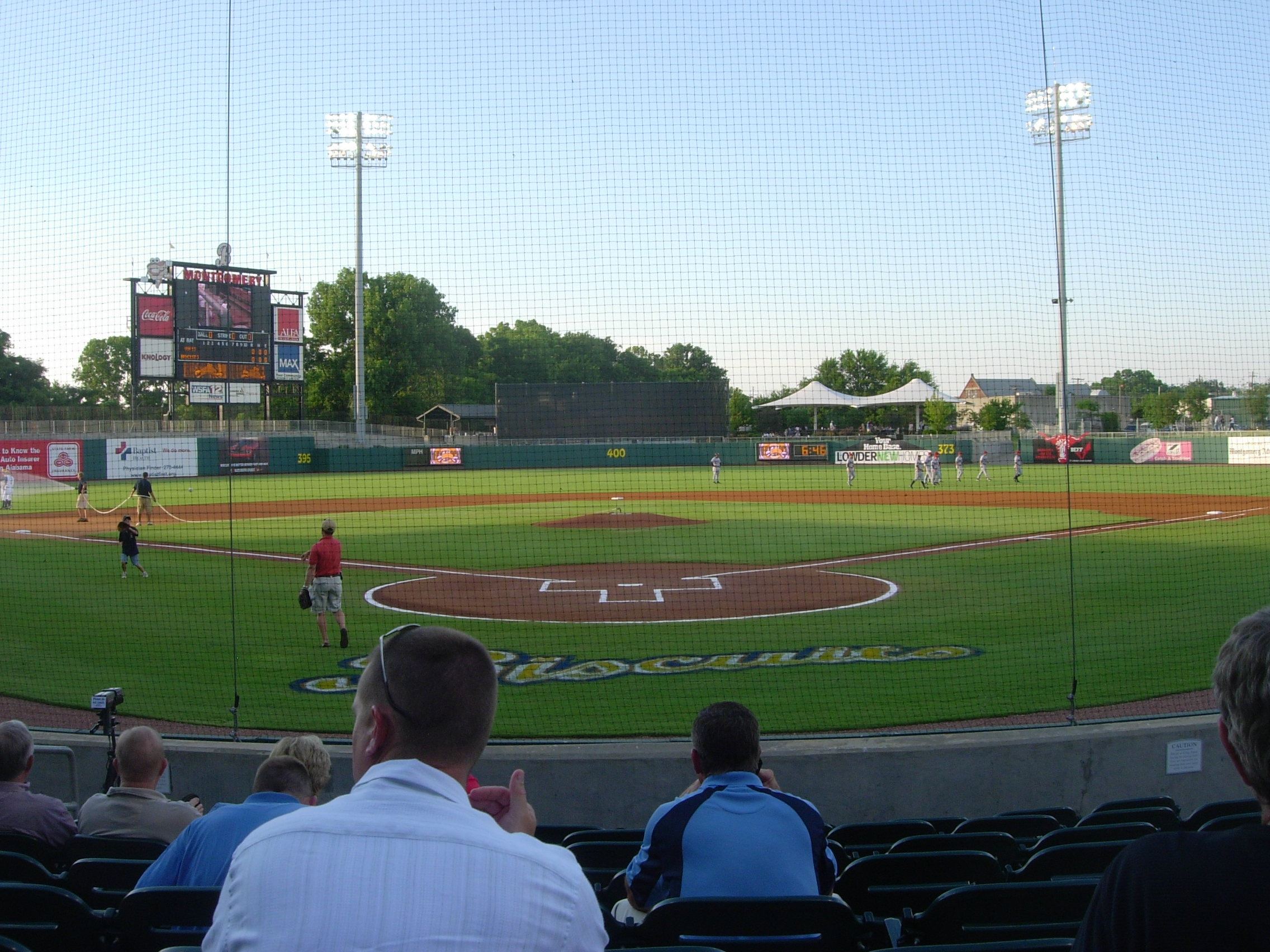
Riverwalk Stadium, domowy obiekt drużyny baseballowej Montgomery Biscuits

Miasto nie posiada przedstawicieli w żadnej z czterech najważniejszych profesjonalnych lig sportowych w Stanach Zjednoczonych (NHL, NBA, NFL, MLB).
Zamiast tego, w Montgomery istnieje drużyna baseballowa Montgomery Biscuits, która gra w klasie AA ligi Southern League (Minor league baseball). Domowym obiektem Biscuits jest Montgomery Riverwalk Stadium. Na Riverwalk Stadium rozgrywano ponadto krajowe finały koszykarskiej dywizji II NCAA w okresie 2004–2007; wcześniej, w latach 1985–2003, finały te również odbywały się w Montgomery, jednak na obiekcie Paterson Field.
Drużyny sportowe Alabama State University Hornets rywalizują w NCAA Division I, w konferencji Southwestern Athletic Conference (SWAC). Drużyna futbolu amerykańskiego rozgrywa mecze domowe na Hornet Stadium, baseballu w ASU Baseball Complex, zaś koszykówki w Dunn-Oliver Acadome. Auburn University at Montgomery posiada swoich przedstawicieli w NAIA, podobnie jak Faulkner University. Huntingdon College występują natomiast w NCAA Division III.
Wśród najbardziej znanych sportowców wywodzących się w Montgomery jest trener i gracz, członek Pro Football Hall of Fame Bart Starr oraz biegacz, dwukrotny złoty medalista olimpijski Alonzo Babers.

## Edukacja

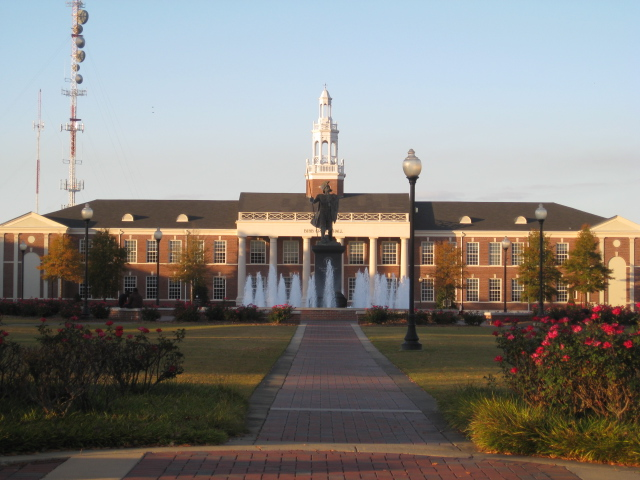
Jeden z budynków kampusu Troy University

Miasto i hrabstwo Montgomery obsługiwane są przez system Montgomery Public Schools, który w 2007 roku obejmował 32 520 uczniów i 2382 nauczycieli. System skupia 32 szkoły podstawowe, 10 gimnazja i 4 licea, a także 9 szkół z rozszerzonym programem w danej dziedzinie, 1 szkołę z alternatywnymi metodami nauki oraz 2 ośrodki pedagogiki specjalnej. W mieście i okolicach działa ponadto 28 szkół prywatnych. W 2008 roku liceum Loveless Academic Magnet Program (LAMP) wyróżnione zostało przez magazyn U.S. News & World Report na 20. miejscu listy najlepszych szkół średnich w Stanach Zjednoczonych. System miejskich bibliotek publicznych zarządzany jest przez Montgomery City-County Public Library.
W Montgomery zlokalizowany jest Uniwersytet Stanu Alabama, czyli historycznie czarny uniwersytet, który obecnie skupia ponad 5600 studentów z 42 amerykańskich stanów i 7 krajów. Kolejna publiczna uczelnia, Troy University, liczy ponad 3 tysiące studentów i dysponuje cenioną biblioteką i muzeum Rosy Parks. W Montgomery działa ponadto satelicki kampus Auburn University, z ponad 5 tysiącami studentów. Uczelnie niepubliczne w mieście to, między innymi, Faulkner University, Huntingdon College, Amridge University.
Na terenie bazy wojskowej Maxwell Air Force Base znajduje się lokalny oddział Air University, czyli centrum profesjonalnej edukacji militarnej United States Air Force.

## Władze miasta

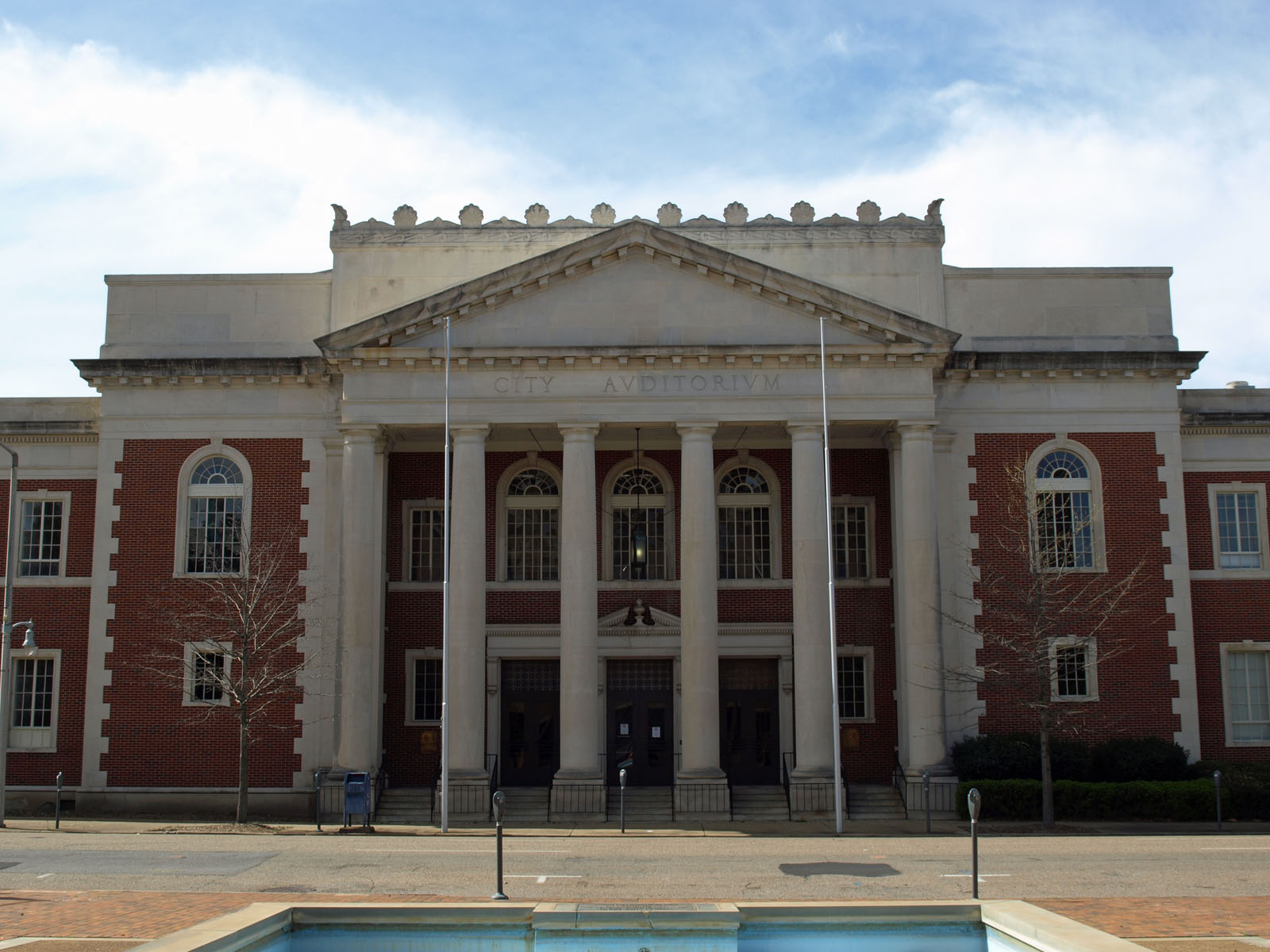
Ratusz miejski w Montgomery

W Montgomery obowiązuje system rządów burmistrz-rada miejska; kadencyjność urzędów w obu przypadkach wynosi cztery lata. Obecnie funkcję burmistrza sprawuje Todd Strange, który został wybrany na to stanowisko podczas wyborów specjalnych z dnia 10 marca 2009 roku, przeprowadzonych po tym, jak dotychczasowy burmistrz Bobby Bright zdobył mandat do Kongresu. Rada miejska składa się dziewięciu członków, reprezentujących dziewięć dystryktów o podobnych wielkościach.
Jako siedziba hrabstwa Montgomery i stolica stanu Alabama, w mieście znajduje się szereg urzędów publicznych, włączając w to siedzibę gubernatora, parlament oraz Sąd Najwyższy Alabamy.
Montgomery, podobnie jak cały stan Alabama, jest jednym z bastionów Partii Republikańskiej.

### Przestępczość
Wskaźniki przestępczości Montgomery wypadają pozytywnie na tle innych dużych miast Alabamy. W 2009 roku współczynnik ten wynosił 429,4 na 100 tysięcy mieszkańców, czyli kształtował się poniżej średniej stanowej oraz krajowej. Jednakże w przypadku przestępstw przeciwko mieniu wskaźnik Montgomery jest co prawda podobny do innych miast Alabamy, ale jednocześnie większy niż średnia stanowa i krajowa.

## Miasta partnerskie
- Włochy: Pietrasanta